# Медаль Хаббарда
Медаль Хаббарда (Hubbard Medal) — присуждается Национальным Географическим обществом США (его высшая награда) за выдающиеся географические открытия. Медаль названа в честь первого Президента Национального Географического общества Гардинера Грина Хаббарда.

## Список награждённых
| Год  | Имя                                                                                  | Профессия                            | Причина |
| ---- | ------------------------------------------------------------------------------------ | ------------------------------------ | --- |
| 1906 | Роберт Пири                                                                          | полярник                             | |
| 1907 | Руаль Амундсен                                                                       | полярник                             | |
| 1909 | Роберт Бартлетт                                                                      | полярник                             | |
| 1910 | Сэр Эрнест Шеклтон                                                                   | полярник                             | |
| 1919 | Вильялмур Стефанссон                                                                 | полярник                             | [ 1 ] |
| 1926 | Ричард Бэрд                                                                          | полярник и летчик                    | |
| 1927 | Чарльз Линдберг                                                                      | летчик                               | |
| 1931 | Рой Чепмен Эндрюс                                                                    | исследователь пустыни Гоби           | |
| 1934 | Анна Морроу Линдберг                                                                 | летчик                               | |
| 1954 | Британская альпинистская экспедиция на Эверест                                       | альпинист                            | (групповая награда)                                                                                                |
| 1958 | Пол Аллен Сайпл                                                                      | полярник                             | |
| 1962 | Джон Гленн                                                                           | космонавт                            | |
| 1962 | Луис Лики и Мэри Лики                                                                | антропологи                          | |
| 1963 | Американская альпинистская экспедиция на Эверест под руководством Нормана Диренфурта | альпинист                            | Первые американцы, покорившие Эверест                                                                              |
| 1970 | Нил Армстронг Базз Олдрин Майкл Коллинз                                              | космонавты                           | |
| 1981 | Джон Янг Роберт Криппен                                                              | космонавты                           | |
|      | Фрэнк Борман                                                                         | космонавт                            | |
| 1994 | Ричард Лики                                                                          | антрополог                           | |
| 1995 | Джейн Гудолл                                                                         | натуралист                           | |
| 1996 | Роберт Баллард                                                                       | исследователь подводного мира        | |
| 1999 | Бертран Пикар и Брайан Джонс                                                         | полеты на аэростате                  | |
| 2000 | Мэтью Хенсон                                                                         | полярник                             | Компаньон первого обладателя медали Роберта Пири Не был отмечен из-за цвета кожи. Награждён посмертно.             |
| 2010 | Дон Уолш                                                                             | океанограф                           | Погрузился на батискафе «Триест»                                                                                   |
| 2012 | Жак Пикар                                                                            | океанограф                           | Вместе с Доном Уолшем на батискафе «Триест» погрузился в Бездну Челленджера — глубочайшую часть Марианского желоба |
| 2013 | Сильвия Эрл Джеймс Кэмерон Эдвард Уилсон                                             | биолог режиссёр/исследователь биолог | Морские исследования Морские исследования Биологические исследования                                               |
| 2015 | Джордж Шаллер                                                                        | биолог                               | сохранение исчезающих видов                                                                                        |
| 2016 | Лики, Мив и Nainoa Thompson                                                          |                                      | |
| 2017 | Тайсон, Нил Деграсс                                                                  |                                      | [ 3 ] |
| 2018 | Рейвен, Питер                                                                        |                                      | |

- 2020 - Джонсон, Кэтрин (математик)